# Русское газонефтяное месторождение
Ру́сское нефтегазоконденсатное месторожде́ние — месторождение нефти, газового конденсата и природного газа, расположено в Тазовском районе Ямало-Ненецкого автономного округа, в 135 км к юго-востоку от села Hаходка Ямало-Ненецкого автономного округа.

## Характеристика
По величине запасов Русское месторождение считается одним из крупнейших в России. Величина геологических запасов составляет 1,5 млрд т, извлекаемых — 410 млн т.
На месторождении выявлено 8 залежей углеводородов: 5 газонефтяных, 2 газовые и 1 нефтяная. Залежи — пластовые сводовые и массивные, осложнённые тектоническими нарушениями. BHK находится на отметках от −810 до −960 м, ГВК — на отметках от −790 до −950 м. Залежи на глубине 0,8-0,9 км. Высота залежей — 20-240 м. Hач. пластовые давления — 7-9,1 МПa, температуры — 12-22 °C. Начальный дебит нефти в скважинах — до 9 т/сут, газа — до 2 млн м3/сут.
Плотность нефти — 939—942 кг/м3. Нефть ароматическо-нафтенового типа, малосернистая (S — 0,32 %), низкопарафинистая (содержанием парафина 0,7-1,2 %), высоковязкая (содержание смол — 10-12 %). Содержание асфальтенов — 0,5-1 %.
Состав попутного газа: CH4 — 99,2 %; C2H6 + высшие — 0,2 %; N2 — 0,4 %; CO2 — 0,2 %.

## Освоение
Месторождение открыто в 1968 г бурением скважины № 11 «Главтюменьгеологии».
Владелец лицензии и оператор разработки Русского НГКМ — АО «Тюменнефтегаз», ставшее дочерней компанией ПАО «НК Роснефть» после поглощения им компании ТНК-ВР.
В 2017 году пробурено 83 скважины, в том числе эксплуатационных — 71, газовых — две, водозаборных — 10. В рамках реализации ОПР в 2016—2017 годах было пробурено восемь многоствольных скважин, в том числе три по технологии Fishbone. На месторождении создана минимально необходимая наземная инфраструктура. Нефть для реализации переправляется по трубе d=1000 мм до ближайшего пункта сбора и подготовки (ПСП) «Заполярное» и далее на НПС-2 ПАО «Транснефть». В настоящее время закончены работы по переиспытанию объектов в юрских отложениях, определена стратегия их разработки, формируется проект доразведки. Ввод НГКМ в эксплуатацию намечен на 2018 год.

## Проблемы разработки
Освоение НГКМ осложнено целым рядом факторов, связанных с высокой вязкостью нефти, сложным геологическим разрезом, отсутствием инфраструктуры и непростыми условиями разработки. Одной из основных проблем, связанных с освоением Русского месторождения, является высокая вязкость нефти (в среднем, она оценивается в 220—250 сантипуаз). Сложность представляют и климатические условия в регионе: месторождение расположено в Заполярье, и в период выполнения основного объема работ температура колеблется от −30°С до −50°С. Прокачка нефти с описанными характеристиками в подобных условиях — весьма серьезная задача. Кроме того, разработка пласта осложняется тем, что глубина промерзания грунта в районе месторождения составляет порядка 500—600 м.